# Spiders
«Spiders» —en español: «Arañas»— es una canción del primer álbum de la banda System of a down. También se encuentra incluida en la banda sonora de la película Scream 3. La letra de la canción fue compuesta por Serj Tankian y la música por Daron Malakian.

## Música
Esta canción, como muchas otras de este grupo, fue escrita en llave de do menor. "Spiders" usa un tiempo 4/4 en un ritmo lento, además de emplear redoble de tambor y síncopa en los versos. El ritmo de la música puede ser descrito como atormentador, triste y siniestro. La voz de Serj Tankian es baja y melódica en los versos, mientras que en los coros es más enérgica y un poco más aguda también. La introducción de la canción en clave menor es la melodía que manda en el resto del tema. Después del segundo coro, Daron Malakian realiza un solo de guitarra que crea una "atmósfera" de tensión. La canción termina con una suave versión de la introducción.

## Interpretación
Es posible que el término spiders (arañas) en la canción indique a los chip de computadoras. En la portada del sencillo spiders se puede apreciar un chip con un parecido a una araña, ya que es pequeño, negro, con aspecto peludo y muchas patas. Esta idea también se puede apreciar en otras canciones del grupo, en donde tratan frecuentemente temas como las consecuencias del mal uso de los objetos tecnológicos.
También se podría expresar como el temor de que el gobierno está usando la tecnología moderna para vigilar lo que hacen sus ciudadanos. Además el verso de la canción «toda su vida pasa a través de su cabeza» vendría a ser una explicación de la letra de este tema.
System of a Down también interpretó este tema en el programa televisivo Late Night with Conan O'Brien.

## Video
El video musical de este tema fue filmado en 1999. El video tiene muchas tomas de escenas surrealistas, sobre todo el ambiente del video, con excepción de los integrantes de la banda.